# Amt Gräfenhainichen

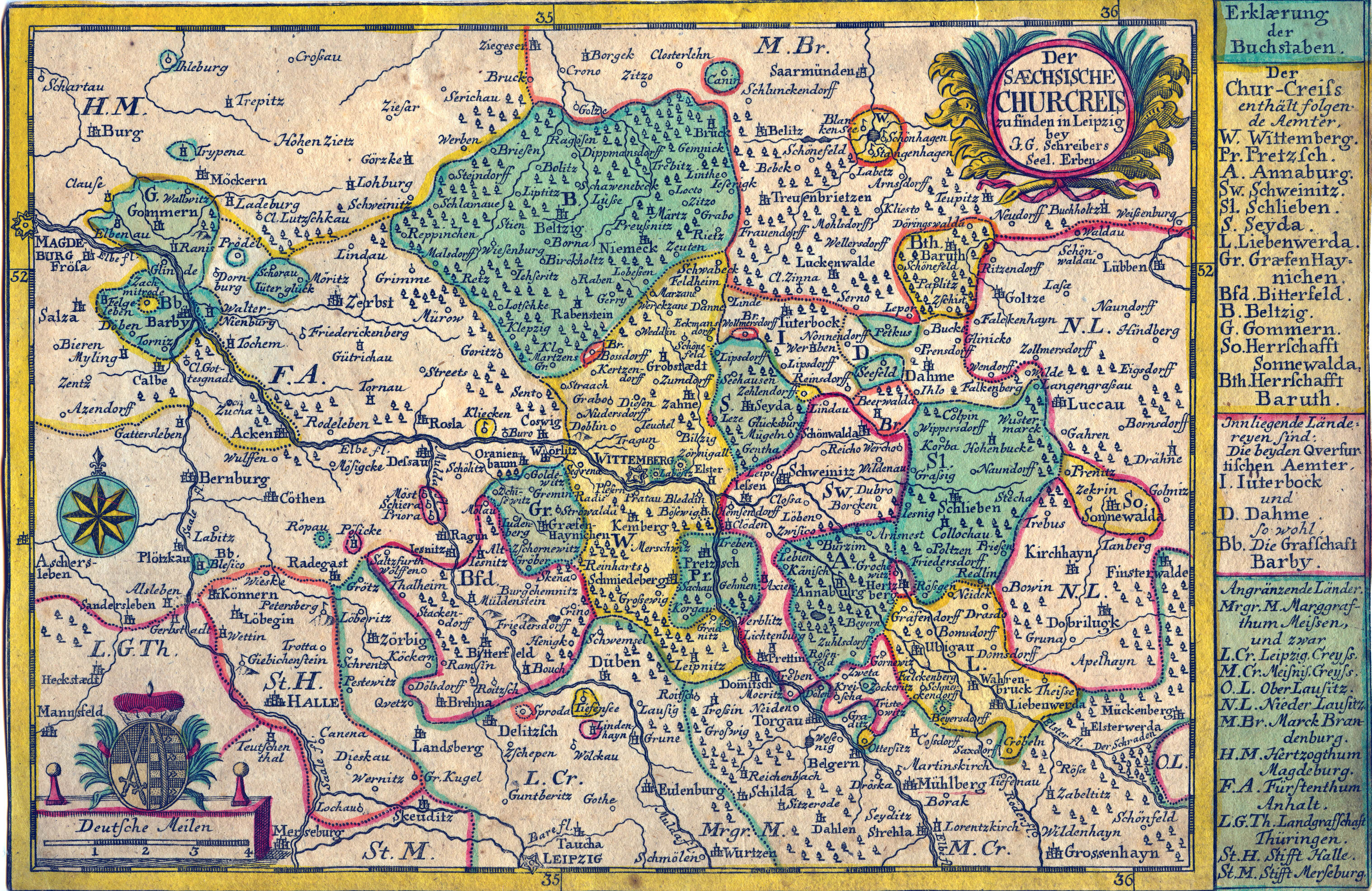
Der Kurkreis nach Schreiber mit dem Amt Gräfenhainichen

Das Amt Gräfenhainichen war eine im Kurkreis gelegene Verwaltungseinheit des 1806 in ein Königreich umgewandelten Kurfürstentums Sachsen.
Bis zur Abtretung an Preußen 1815 bildete es als sächsisches Amt den räumlichen Bezugspunkt für die Einforderung landesherrlicher Abgaben und Frondienste, für Polizei, Rechtsprechung und Heeresfolge.

## Geographische Ausdehnung
Das Amt Gräfenhainichen lag im Südwesten des Kurkreises. Es lag zwischen Bitterfeld im Südwesten und Wittenberg im Nordosten. Das Amtsgebiet wurde von der Elbe im Norden und der Mulde im Süden und Westen umrahmt, ohne diese jedoch zu berühren. Das sächsische Amt Gräfenhainichen umfasste einen Bereich, der sich heute auf die Landkreise Anhalt-Bitterfeld und Wittenberg im Bundesland Sachsen-Anhalt verteilt.

## Angrenzende Verwaltungseinheiten
|                | Fürstentum Anhalt                           |                     |
| Amt Bitterfeld | Kompassrose, die auf Nachbargemeinden zeigt | Kreisamt Wittenberg |
|                | Amt Bitterfeld                              |                     |

## Geschichte
Das Amt Gräfenhainichen ging aus dem durch Kolonisationstätigkeit der Grafen von Anhalt im 13. Jahrhundert entstandenen Schlossbezirk von Gräfenhainichen hervor. Bis zum 16. Jahrhundert war die Verwaltung des Schlosses mit der des Amts verbunden. Erst dann trennte sich die Verwaltung des Amts von der des Schlosses bzw. Ritterguts.
Da das Haus zu dem Hayn im 14. Jahrhundert im Grenzgebiet zwischen Anhalt und der Markgrafschaft Meißen lag, herrschten zu dieser Zeit unklare Besitzverhältnisse. So wurden in verschiedenen Urkunden einerseits die Fürsten von Anhalt, andererseits die Markgrafen von Meißen als Besitzer genannt. Graf Johann von Anhalt, der das Schloss und die Stadt 1377 an die Gebrüder Otto und Otto von Eilenburg sowie Botho von Eilenburg, Gebhardt von Querfurt und Otto Kämmerer, den Herrn zu Gruna verpfändete,  war der letzte urkundlich als Besitzer erscheinende Anhalter.
1397 erwarb Herzog Rudolf III. von Sachsen-Wittenberg, für den Fall des erblosen Todes des Markgrafen Wilhelm I. von Meißen, die Anwartschaft auf Schloss und Stadt Gräfenhainichen. Doch da der Vertrag 1400 gekündigt wurde, gelang es den Kurfürsten von Sachsen-Wittenberg bei der Naumburger Teilung nicht, in den Besitz von Gräfenhainichen zu kommen. So blieb es im Besitz der Markgrafen von Meißen.
Die Markgrafen verpfändeten das Amt mehrfach. So wurde es am 7. April 1435 an Friedrich Liste verpfändet. Am 30. November 1446 verpfändete Kurfürst Friedrich II. der Sanftmütige erneut slos und statt Greffinhainichen für 2000 gute rheinische Gulden genger und genemer landeswerunge unter dem Vorbehalt, es zu allen unsern noten und krigen wiedereinzuziehen, an seinen Rat Henning Strobart. Später, am 27. März 1454, verpfändete Friedrich Schloss, Stadt und Amt Gräfenhainichen, das zum ersten Mal ausdrücklich mitgenannt wird, an die Brüder Albrecht, Balthasar und Siegmund von Heynitz für 1100 Gulden. Offenkundig starb Henning Strobart bald darauf, denn am 2. Februar 1457 verpfändete Friedrich alles erneut und die Erben Strobarts verzichteten auf alle Ansprüche an Gräfenhainichen. Der Sohn von Friedrich dem Sanftmütigen, Kurfürst Ernst von Sachsen kaufte das Amt, das Schloss und die Stadt für 1909 Gulden am 4. Dezember 1465 zurück. Doch bereits am 14. März verpfändete er zusammen mit seinem Bruder Albrecht Amt, Stadt und Schloß an den Rat Heinrich Löser, Landvoigt zu Sachsen. Allen diesen Verpfändungen war gemeinsam, dass sie immer wieder durch den Landesherrn bald darauf eingelöst wurden.
1483 gelangte das Amt mit der Leipziger Teilung, die am 26. August 1486 vertraglich bestimmt wurde, an die Sächsische Ernestinische Linie.
Durch die Wittenberger Kapitulation von 1547 kam das Amt vom ernestinischen Sachsen schließlich an das albertinische Sachsen. Bis dahin gehörten Amt und Rittergut Gräfenhainichen zusammen und wurden gemeinsam verwaltet.
Erst 1554, mit der Verpachtung des Schlosses an den Amtmann Heinrich von Gleißenthal, trennten sich Amt und Rittergut. Nach der Trennung von Schloss mit Gütern und dem Amt kam es angesichts des allgemeinen wirtschaftlichen Aufschwungs bis zum 18. Jahrhundert offenbar zu keinen Verpfändungen des Amts mehr.
Bei der Zerstörung der Stadt am 11. April 1637 wurde auch die Amtswohnung zerstört, die erst 1653 wiederaufgebaut wurde. In dieser Zeit dürfte auch die Amtstätigkeit weitgehend zum Erliegen gekommen sein.
Erst Anfang des 18. Jahrhunderts kam es dann wieder zu einer Verpfändung des Amts, denn zwischen 1702 und 1714 wurde es für die Summe von 35.000 oder 40.000 Taler an die Fürstin Henriette Catharine zu Anhalt-Dessau, geborene Prinzessin von Oranien verpfändet.
1778–1782 und ab 1789 wurde das Rentamt zusammen mit dem Kammergut Strohwalde bis 1819 verpachtet. So erfolgte ab 1784 nur noch die Verwaltung des Justizamts von Gräfenhainichen von staatlicher Seite. Das Justizamt hatte wohl umfangreichere Kompetenzen als üblich, während das verpachtete Rentamt nur für die Verwaltung von Amtsbesitzungen zuständig war.
Das Amt verblieb bis zum Wiener Kongress 1815, als es Preußen zugesprochen wurde, beim Kurfürstentum/Königreich Sachsen. Bis etwa 1821 wickelte man das Amt noch ab, bevor es aufgelöst und die Funktionen des Justizamts vom Landratsamt Bitterfeld sowie vom Amtsgericht Gräfenhainichen als auch die Funktionen des Rentamts von dem verpachteten Domänen-Rentamt Gräfenhainichen übernommen wurden.

## Zugehörige Orte
Städte
- Gräfenhainichen

Dörfer
- Goltewitz
- Gröbern
- Gremmin
- Jüdenberg
- Mescheide
- Zschiesewitz
- Zschornewitz

Das Dorf Gremmin, die Mark Steingrube und ein Teil der Städter Mark fielen 1981 dem Tagebau Golpa-Nord zum Opfer. Einem weiteren Tagebau fielen auch die Mark Nichrim und ein Teil der Mark Dornewitz zum Opfer.
Rittergüter
- Rittergut Strohwalde (ab 1750 Kammergut), schriftsässig
- Rittergut Lüdersdorf, amtssässig

Vorwerk
- Vorwerk Niebicke

Wüstungen
- Breitewitz
- Deetz (Teetz)
- Dornewitz
- Groß Gadewitz
- Großgröbern
- Klein Gadewitz
- Kleingröbern
- Müchau
- Niebicke
- Nichrim
- Steingrube
- Städter
- Zschornewitzer Mark

## Amtsmänner
Bei den Amtsmännern von Gräfenhainichen bis zum 16. Jahrhundert handelte es sich vermutlich meistens um Vertraute des Landesherren, die dann das Amt mit Schloss und Stadt verpfändet und verkauft bekamen. Als sich im 16. Jahrhundert die Ämterorganisation voll herauszubilden begann, kam wahrscheinlich, wie bei anderen Ämtern auch, der bürgerliche Amtsschösser zur Entlastung des Amtsmanns hinzu. Ihm oblag in der Hauptsache die Verrichtung der allgemeinen Amtsverwaltung. Im Laufe des 16. Jahrhunderts verlor damit der alte adlige Amtsmann, der nun als Amtshauptmann bezeichnet wurde, den größten Teil seines Arbeitsbereichs. Dafür oblag ihm nun die Aufsicht über meist mehrere Ämter und repräsentative Aufgaben. Dem Amtsschösser, der nun auch als Amtsmann bezeichnet wurde, stellte man zu dessen Entlastung einen Amtsschreiber bei. Ende des 18. Jahrhunderts wurde der Amtsschreiber als Amtsrentverwalter bezeichnet und nach der Ausdifferenzierung in Rent- und Justizamt als Rentbeamter, während der Amtmann als Justizbeamter bezeichnet wurde. Im 19. Jahrhundert kamen die Amtsphysiki als Mediziner des Amts hinzu.
Als unterster Verwaltungsbehörde im Königreich Sachsen oblag dem Amt im 16. Jahrhundert vor allem die innere Verwaltung und die Steuerverwaltung. Aber es hatte auch Aufgaben des landesherrlichen Kirchenregiments zu verrichten. Im 18. Jahrhundert hatte es zudem unter dem Justizamtmann die Strafgerichtsbarkeit über die Untertanen der Schriftsassen und die volle Gerichtsbarkeit über die Amtssassen.
Da die Ämter besonders die Verwaltung von Einkünften und Kirchenangelegenheiten als Aufgabe hatten, waren die übergeordneten Behörden das Geheime Kammerkollegium (ab 1782 das Geheime Finanzkollegium) zu Dresden und das Konsistorium zu Wittenberg.

## Personalia
Das Amtspersonal setzte sich im Laufe der Zeit folgendermaßen zusammen (Jahreszahlen nennt den Zeitraum der Erwähnung):

### Amtshauptmänner
- Albrecht Christian von Kromsdorf († 1684)
- 1655 Rudolph von Bünau,
- 1671 Christian Ernst Kanne,
- 1703 Georg Heinrich von Carlowiz,
- 1710–1722 Johann George von Wichmannshausen,
- 1729 Johann Jacob Janzen,
- 1780 Carl Ernst von Lochau,
- 1780–1806 Carl Friedrich von Trosky,
- 1809–1813 Friedrich Wilhelm Curt von Leipziger.

### Amtsschösser (ab 1778 Justizamtmänner)
- 1592–1500 Dietrich Spiegel,
- 1611–1638 Christian Boner,
- 1641–1645 Philipp Kemberg,
- 1654–1671 Tobias Böhme,
- 1683 Andreas Goldbuch,
- 1687–1688 Paul Ulrici,
- 1690 Christoph Gleichmann,
- 1693 Christian Friedrich Gauß,
- 1695 Paul Keßler,
- 1696–1699 Johann Justin Seidemann,
- 1704–1715 Gabriel Gau,
- 1721–1751 Johann Ernst am Ende,
- 1752–1778 Johann Wilhelm Otto (1750–1752 Amtsaktuar),
- 1783–1785 Siegismund Leberecht Lange,
- 1787–1796 Gottfried Conrad Axt,
- 1797–1810 Christian Friedrich Laurich,
- 1812–1813 August Benjamin Rabenstein.

### Amtsschreiber (im 19. Jahrhundert auch Amtsverweser und Amtsrentverwalter)
- 1692–1701 Christian Friedrich Hausen,
- 1703–1706 Christian Jauch,
- 1710–1716 Jeremie August Stechen,
- 1722 Johann Friedrich Lucius,
- 1778 Rudolph Wilhelm Kaufmann,
- 1779–1780 Friedrich Gaudich,
- 1781–1784 Carl Gottlieb Böse,
- 1787–1789 Johann Friedrich Probst,
- 1793 Carl August Mayer.

### Amtsphysiki
- 1806–1807 Lic. Johann Samuel Traugott Frenzel,
- 1811–1813 George Benjamin Schweickert.

### Rentamtspächter
- 1789–1792 Johann Friedrich Probst,
- 1793–1804 Johann Christian Krug,
- (1799–1804) 1805–1819 Friedrich Gottlob Heyner (Hayner, Heynert).